# Maladers
Maladers era una comuna suiza del cantón de los Grisones, situada en el distrito de Plessur, círculo de Schanfigg. Limitaba al norte con la comuna de Trimmis, al este con Calfreisen, al sur con Tschiertschen-Praden y Churwalden, y al occidente con Coira; el 1 de enero de 2020 fue absorbida por esta.